# Soproni 1895
A Soproni 1895 egy 5%-os alkoholtartalmú világos sör, a Heineken Hungária Sörgyárak Zrt. terméke.

## Jellemzői
Szaga és szénsavtartalma megegyezik más Soproni sörével. Összetevői: víz, árpamaláta, Saazer komló.

## Külső hivatkozások
- A Soproni 1895 hivatalos oldala